# MosquitoMan - Una nuova razza di predatori
MosquitoMan - Una nuova razza di predatori (Mansquito) è un film del 2005 diretto da Tibor Takács.
Prodotto dalla Nu Image per il canale televisivo Sci-Fi Channel, fa parte della serie sui mutanti che comprende i film: Metamorphosis, Creature, SharkMan, SkeletonMan e Snakeman - Il predatore.

## Trama
Il detenuto Ray Erikson partecipa a un'importante ricerca sul DNA delle zanzare.
Durante le analisi in laboratorio, si verifica una violenta esplosione che sprigiona micidiali
sostanze tossiche e coinvolge sia Ray sia la dottoressa Jennifer Allen. Il contagio porta il loro DNA a mescolarsi con quello di alcune zanzare presenti nel laboratorio.
Gli effetti sono terrificanti: Ray si trasforma in un abominevole e indistruttibile creatura assetata di sangue, mentre la dottoressa - esposta meno all'esplosione - scoprirà ben presto la sua mutazione; soggetta a un cambiamento più lento, cercherà una cura che possa guarirla prima che la trasformazione sia completa.

## Distribuzione
Il film è stato distribuito in Italia direttamente per il mercato home video, l'edizione DVD è stata pubblicata il 10 settembre 2008.